# Pontrieux
 Pontrieux  (en bretón Pontrev) es una población y comuna francesa, situada en la región de Bretaña, departamento de Côtes-d'Armor, en el distrito de Guingamp y cantón de Pontrieux.

## Demografía
| 1543 | 1411 | 1359 | 1146 | 1050 | 1121 |
| Para los censos de 1962 a 1999 la población legal corresponde a la población sin duplicidades (Fuente: INSEE [Consultar]) |      |      |      |      |      |